# Jungermannia caucasica
Jungermannia caucasica là một loài Rêu trong họ Jungermanniaceae. Loài này được Váňa mô tả khoa học đầu tiên năm 1970.